# Valse pour les enfants
De Valse pour les enfants (Een wals voor kinderen) (W34) is een compositie in 56 maten van Igor Stravinsky, gecomponeerd in Morges in 1917 en op 21 mei 1922 gepubliceerd in Le Figaro. De bas is een ostinato van 2 maten met slechts 5 noten, de partij voor de bovenstem loopt meer uiteen en beslaat 13 noten met een interval van een octaaf plus een kwart.

## Oeuvre
Zie het Oeuvre van Igor Stravinsky voor een volledig overzicht van het werk van Stravinsky.

## Geselecteerde discografie
Valse pour les enfants door Michel Béroff op Stravinsky - Works for Piano (EMI Classics, 2 cd's, 7243 5 86073 2 1)